# Rete mondiale di riserve della biosfera
La rete mondiale di riserve della biosfera fu stabilita inizialmente alla conferenza internazionale sulle riserve della biosfera a Siviglia nel 1995.
Le riserve della biosfera sono zone di ecosistemi terrestri, costieri o marini, o una combinazione degli stessi, il cui congiunto forma la rete mondiale di riserve della biosfera. Costituiscono un modello di come l'uomo dovrebbe convivere con la natura.
Attualmente (settembre 2013) esistono 701 riserve della biosfera in 124 paesi, inclusi 12 siti transfrontalieri.
N.B. I numeri a destra dei luoghi sono gli anni di ingresso nella lista.

La rete mondiale di riserve della biosofera nel 2013. I siti transfrontalieri sono stati ridistribuiti tra i paesi confinanti, e dunque sono stati contati più volte.

## Suddivisione territoriale
Nazioni con più di 10 riserve della biosfera riconosciute dall'UNESCO. Contrariamente alla figura soprastante, questa volta si sono esclusi dal conteggio i siti transfrontalieri.

## Africa
In Africa vi sono attualmente 66 riserve della biosfera, oltre a due riserve transfrontaliere. Algeria e Kenya sono le nazioni che contengono al loro interno il numero più elevato di riserve della biosfera, pari a sei ciascuna.

### Algeria
1. Tassili n'Ajjer, 1986
2. El Kala, 1990
3. Djurdjura, 1997
4. Chréa, 2002
5. Taza, 2004
6. Gouraya, 2004

### Benin
1. Pendjari, 1986

### Burkina Faso
1. Mare aux Hippopotames, 1986

### Rep. Centrafricana
1. Basse-Lobaye, 1977
2. Bamingui-Bangoran, 1979

### RD del Congo
1. Yangambi, 1976
2. Luki, 1976
3. Lufira, 1982

### Rep. del Congo
1. Odzala, 1977
2. Dimonika, 1988

### Camerun
1. Parco Nazionale di Waza, 1979
2. Benoué, 1981
3. Riserva faunistica di Dja, 1981

### Costa d'Avorio
1. Parco nazionale di Taï, 1977
2. Parco nazionale del Comoé, 1983

### Egitto
1. Omayed, 1981 (esteso nel 1998)
2. Wadi Allaqi, 1983

### Gabon
1. Ipassa-Makokou, 1983

### Ghana
1. Bia, 1983

### Guinea
1. Riserva naturale del Monte Nimba, 1980
2. Massif du Ziama, 1980
3. Badiar, 2002
4. Haut Niger, 2002

### KEN

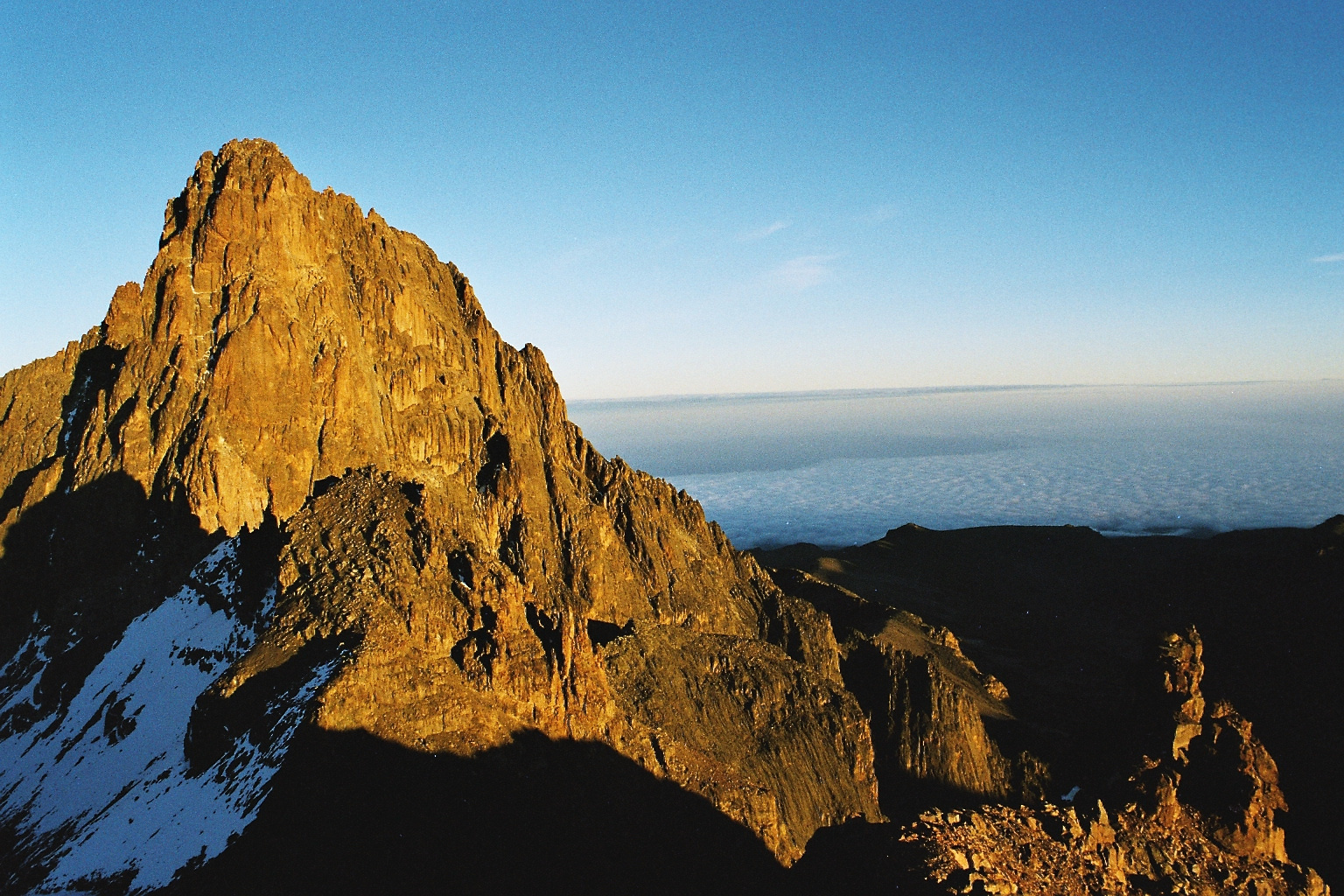
La vetta del Monte Kenya, seconda cima d'Africa

### Guinea-Bissau
1. Isole Bijagos

### Kenya
1. Monte Kenya, 1978
2. Monte Kulal, 1978
3. Malindi-Watamu, 1979
4. Kiunga, 1980
5. Amboseli, 1991
6. Monte Elgon, 2003

### Madagascar
1. Riserva della Biosfera di Mananara Nord, Mananara Nord, 1990
2. Sahamalaza-Iles Radama, 2001
3. Littoral de Toliara, Toliara, 2003

### Malawi
1. Monte Mulanje, 2000
2. Paludi del lago Chilwa, 2006

### Mali
1. Boucle du Baoulé, 1982

### Mauritius
1. Macchabee/Bel Ombre, 1977

### Marocco
1. Arganeraie, 1998
2. Oasis du sud marocain, 2000

### Niger
1. Riserva naturale Aïr-Ténéré, 1997

### Nigeria
1. Omo, 1977

### Ruanda
1. Parco nazionale dei vulcani, 1983

### Senegal
1. Samba Dia, 1979
2. Delta du Saloum, 1980
3. Parco nazionale di Niokolo-Koba, 1981

### Sudafrica
1. Cape West Coast Biosphere Reserve, 2000
2. Kogelberg Biosphere Reserve, 1998
3. Riserva della biosfera dal Kruger ai Canyons, 2001
4. Riserva della biosfera del Waterberg, 2001
5. Cape Winelands, 2007
6. Vhembe, 2009

### Sudan
1. Dinder, 1979
2. Parco nazionale Radom, 1979

### Tanzania

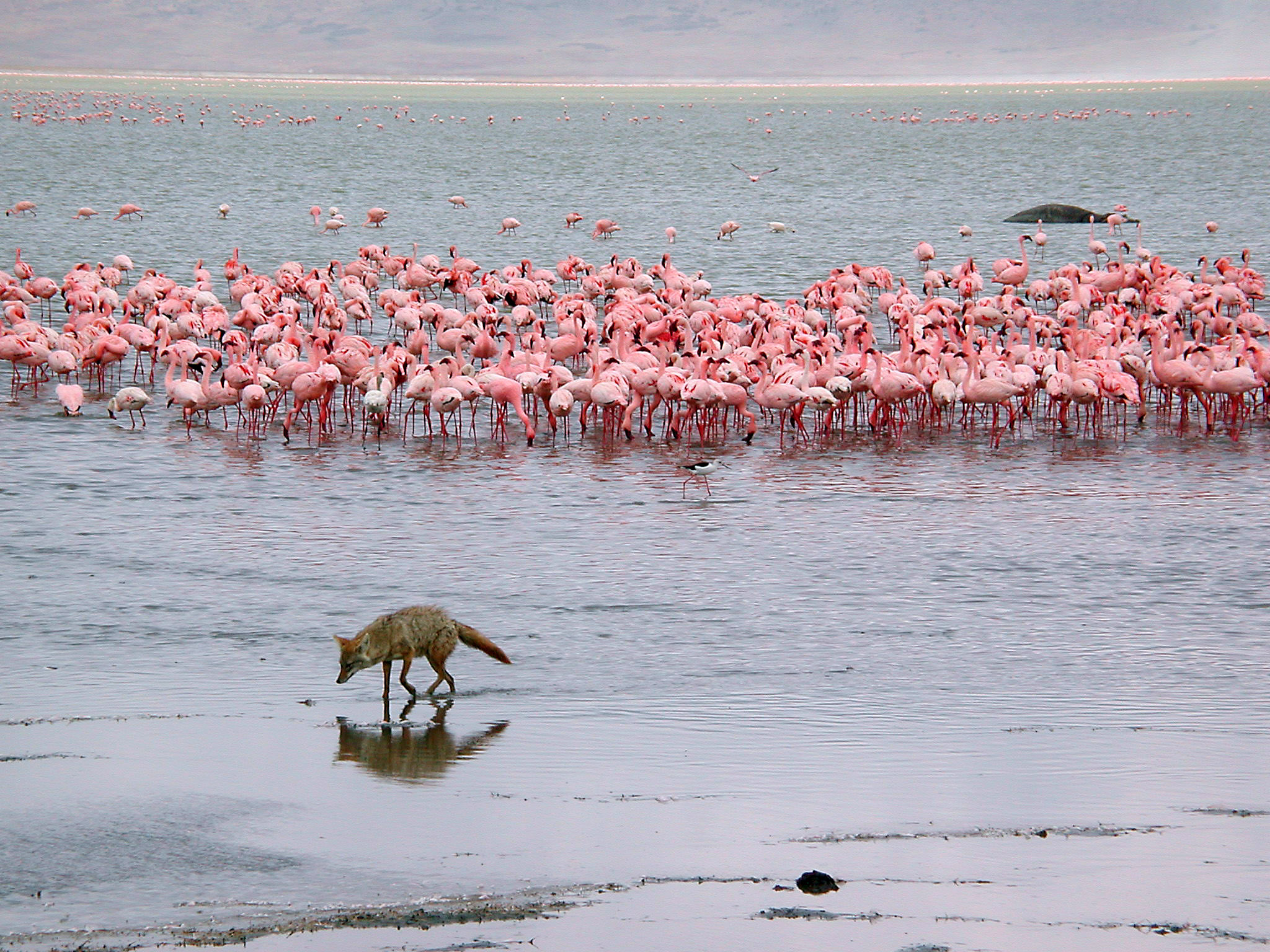
Ngorongoro

1. Parco nazionale del lago Manyara, 1981
2. Serengeti-Ngorongoro, 1981
3. East Usambara, 2000

### Tunisia
1. Djebel Bou-Hedma, 1977
2. Djebel Chambi, 1977
3. Parco nazionale di Ichkeul, 1977
4. Isole Zembra e Zembretta, 1977

### Uganda
1. Parco nazionale della Regina Elisabetta, 1979
2. Monte Elgon, 2005

### Riserve transfrontaliere africane
Regione "W", stabilita nel 1996 in Niger, estesa a Benin e Burkina Faso nel 2002.
Dela du Fleuve Sénégal, 2005, in Mauritania e Senegal

## America del Nord
In America del Nord vi sono attualmente 62 riserve della biosfera.

### Canada
1. Mont Saint-Hilaire, 1978
2. Waterton Lakes National Park, 1979
3. Long Point, 1986
4. Riding Mountain, 1986
5. Charlevoix, 1988
6. Niagara Escarpment, 1990
7. Clayoquot Sound, 2000
8. Lac Saint-Pierre, 2000
9. Mount Arrowsmith, 2000
10. Redberry Lake, 2000
11. Sudovest della Nuova Scozia, 2001
12. Thousand Islands - Frontenac Arch, 2002
13. Litorale della baia Georgian, 2004
14. Wasaga Beach Provincial Park, 2004
15. Lago Manicouagan, 2007
16. Fundy, 2007

### Costa Rica
1. Parco Internazionale La Amistad, 1982
2. Cordigliera Vulcanica Centrale, 1988
3. Aqua y Paz, 2007

### Cuba
1. Sierra del Rosario, 1984
2. Cuchillas de Toa, 1987
3. Penisola di Guanahacabibes, 1987
4. Baconao, 1987
5. Palude di Zapata, 2000
6. Buenavista, 2000

### Rep. Dominicana
1. Jaragua-Bahoruco-Enriquillo, 2002

### Guatemala
1. Riserva della biosfera Maya, 1990
2. Sierra de las Minas, 1992

### Honduras
1. Riserva della biosfera del Río Plátano, 1980

### Messico
1. La Michilía, 1977
2. Mapimí, Durango, 1977
3. Montes Azules, 1979
4. El Cielo, 1986
5. Sian Ka'an, Quintana Roo, 1986
6. Sierra de Manantlán, 1988
7. Alto Golfo de California, 1993
8. Calakmul, Campeche, 1993
9. El Triunfo, 1993
10. El Vizcaíno, Baja California, 1993
11. Isole del Golfo di California, 1995
12. Sierra Gorda, Querétaro, 2001
13. Sierra La Laguna, Baja California Sur, 2003
14. Banco Chinchorro, Quintana Roo, 2003
15. Ría Celestún, 2004
16. Ría Lagartos, 2004
17. Arrecife Alacranes, Yucatán, 2006
18. Barranca de Metztilan, Hidalgo, 2006
19. Chamela-Cuixmala, 2006
20. Cuatrociénegas, Coahuila, 2006
21. Cumbres de Monterrey, Nuevo León, 2006
22. Huatulco, Oaxaca, 2006
23. La Encrucijada, Chiapas, 2006
24. La Primavera, Jalisco, 2006
25. La Sepultura, Chiapas, 2006
26. Laguna Madre e Delta del Río Bravo, Tamaulipas, 2006
27. Sierra de los Tuxtlas, Veracruz, 2006
28. Maderas del Carmen, Coahuila, 2006
29. Riserva della biosfera delle farfalle monarca, Michoacán, 2006
30. Pantanos de Centla, Tabasco, 2006
31. Selva El Ocote, Chiapas, 2006
32. Sierra de Huautla, Morelos, 2006
33. Sistema Arrecifal Veracruzano, Veracruz, 2006
34. Vulcano Tacaná, Chiapas, 2006
35. Sierra de Alamos - Río Cuchujaqui, 2007
36. Isole Marías, 2008

### Nicaragua
1. Bosawas, 1997
2. Río San Juan, 2003

### Panama
1. Parco nazionale del Darién, 1983

### Stati Uniti
1. Isole Aleutine, 1976
2. Parco nazionale di Big Bend, 1976
3. Cascade Head, Oregon, 1976
4. Grandi Pianure, 1976
5. California Channel Islands, 1976
6. Coram Experimental Forest, 1976
7. Parco nazionale di Denali, 1976
8. Desert Biosphere Reserve, 1976

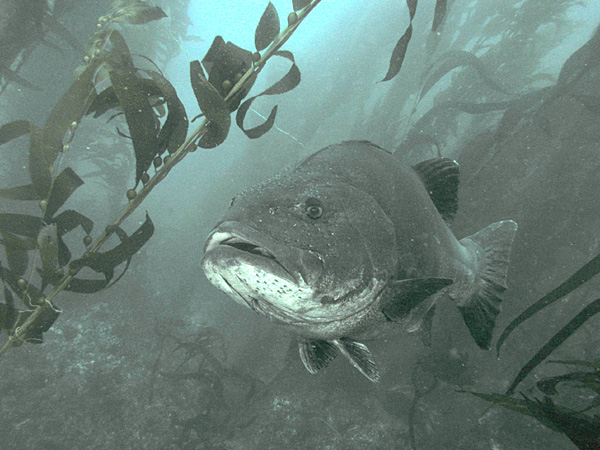
Giant Black Sea Bass, Isola di San Clemente, Channel Islands, California.

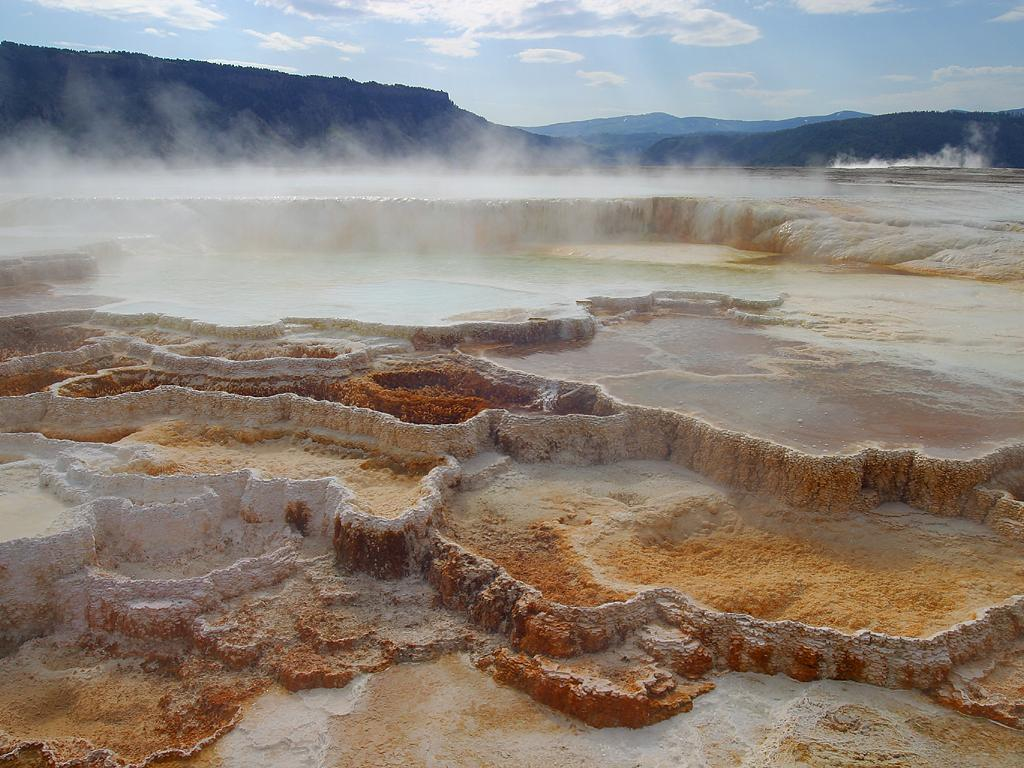
Parco di Yellowstone

9. Parco Nazionale delle Everglades & Dry Tortugas, 1976
10. Fraser Experimental Forest, 1976
11. Glacier National Park, 1976
12. H. J. Andrews Experimental Forest, 1976
13. Hubbard Brook Experimental Forest, 1976
14. Jornada Biosphere Reserve, 1976
15. Foresta nazionale caraibica, 1976
16. Noatak Biosphere Reserve, 1976
17. Parco nazionale di Olympic, 1976
18. Organ Pipe Cactus National Monument, 1976
19. Rocky Mountain National Park, 1976
20. San Dimas Experimental Forest, 1976
21. San Joaquin, 1976
22. Sequoia-Kings Canyon national parks, 1976
23. Stanislaus-Tuolumne Experimental Forest, 1976
24. Three Sisters Wilderness, 1976
25. Virgin Islands National Park, 1976
26. Parco nazionale di Yellowstone, 1976
27. Beaver Creek Experimental Watershed, 1976
28. Konza Prairie, 1978
29. Niwot Ridge, 1979
30. University of Michigan Biological Station, 1979
31. Virginia Coast Reserve, 1979
32. Hawaiian Islands Biosphere Reserve, 1980
33. Parco nazionale di Isle Royale, 1981
34. Big Thicket National Preserve, 1981
35. Riserva della biosfera di Guánica, (Guánica) 1981
36. Catena Costiera (California), 1983
37. Central Gulf Coast Plain Biosphere Reserve, 1983
38. Parco nazionale di Congaree, 1983
39. Mojave and Colorado Deserts Biosphere Reserve, 1984
40. Carolinian-South Atlantic Biosphere Reserve, 1986
41. Glacier Bay-Admiralty Island, 1986
42. Golden Gate Biosphere Reserve, 1988
43. New Jersey Pinelands, 1988
44. Foresta di abeti rossi degli Appalachi Meridionali, 1988
45. Champlain-Adirondack, 1989
46. Parco nazionale di Mammoth Cave, 1990; esteso 1996
47. Land Between The Lakes Area, 1991
48. Grandfather Mountain, 1992

## America del Sud
In America del Sud vi sono attualmente 94 riserve della biosfera, 34 delle quali in Messico, il paese che più ne contiene.

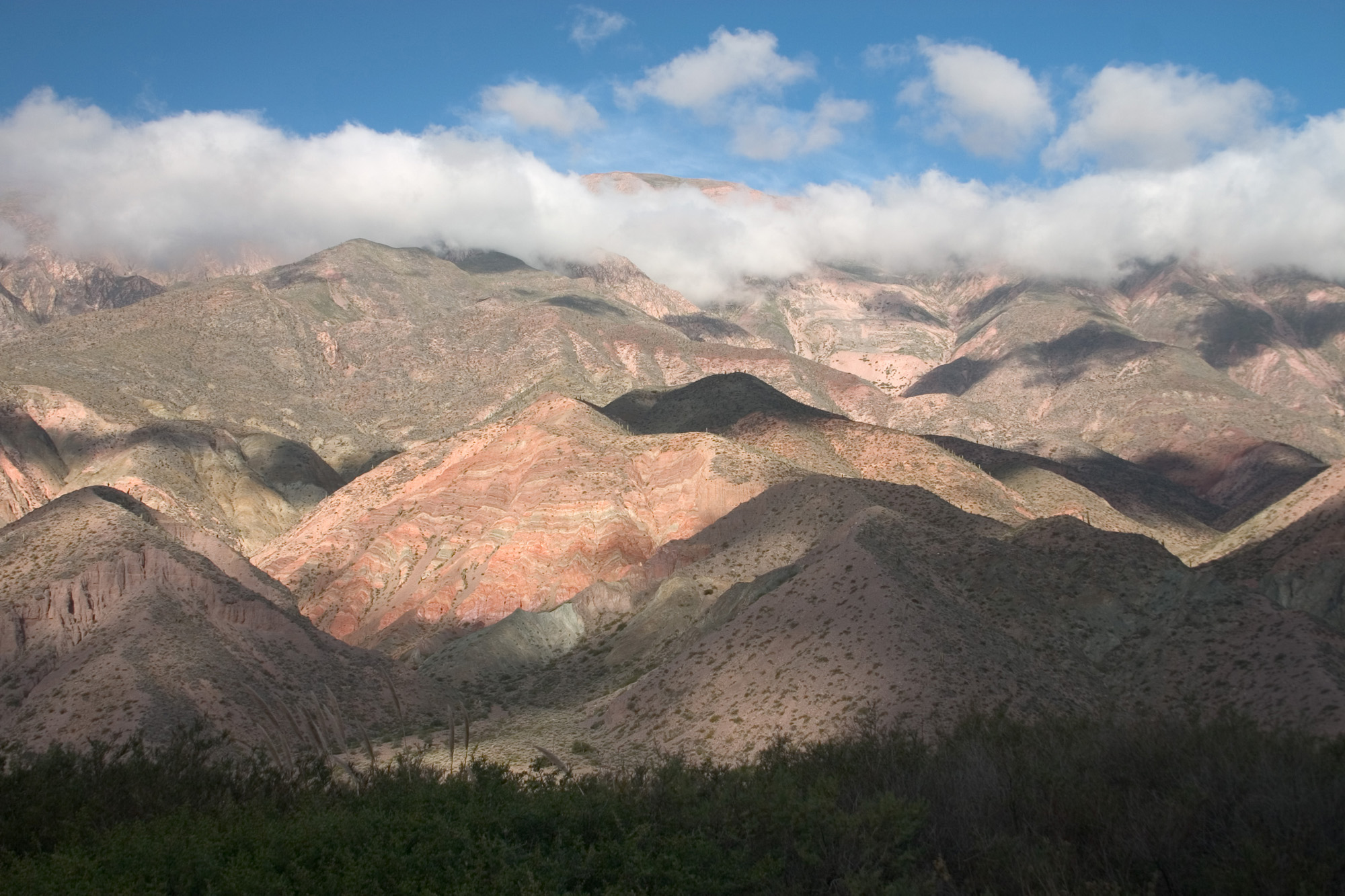
Quebrada de Humahuaca, Argentina

### Argentina
1. San Guillermo, San Juan, 1980
2. Laguna Blanca, 1982
3. Parque Costero del Sur, 1984
4. Nacuñán, 1986
5. Laguna de Pozuelos, 1990
6. Yabotí, 1995
7. Mar Chiquita, 1996
8. Delta del Paraná, 2000
9. Riacho-Teuquito, 2000
10. Laguna Oca del Río Paraguay (Formosa), 2001
11. Las Yungas, 2002
12. Andino Norpatagonica, 2007
  1. Lanín National
  2. Nahuel Huapi
  3. Los Arrayanes
  4. Lago Puelo
  5. Los Alerces
13. Pereyra Iraola, 2007

### Bolivia
1. Pilón Lajas, 1977
2. Beni, 1977
3. Ulla-Ulla, 1986

### Brasile
1. Foresta pluviale atlantica o Mata Atlantica (include la cintura verde di San Paolo), 1993

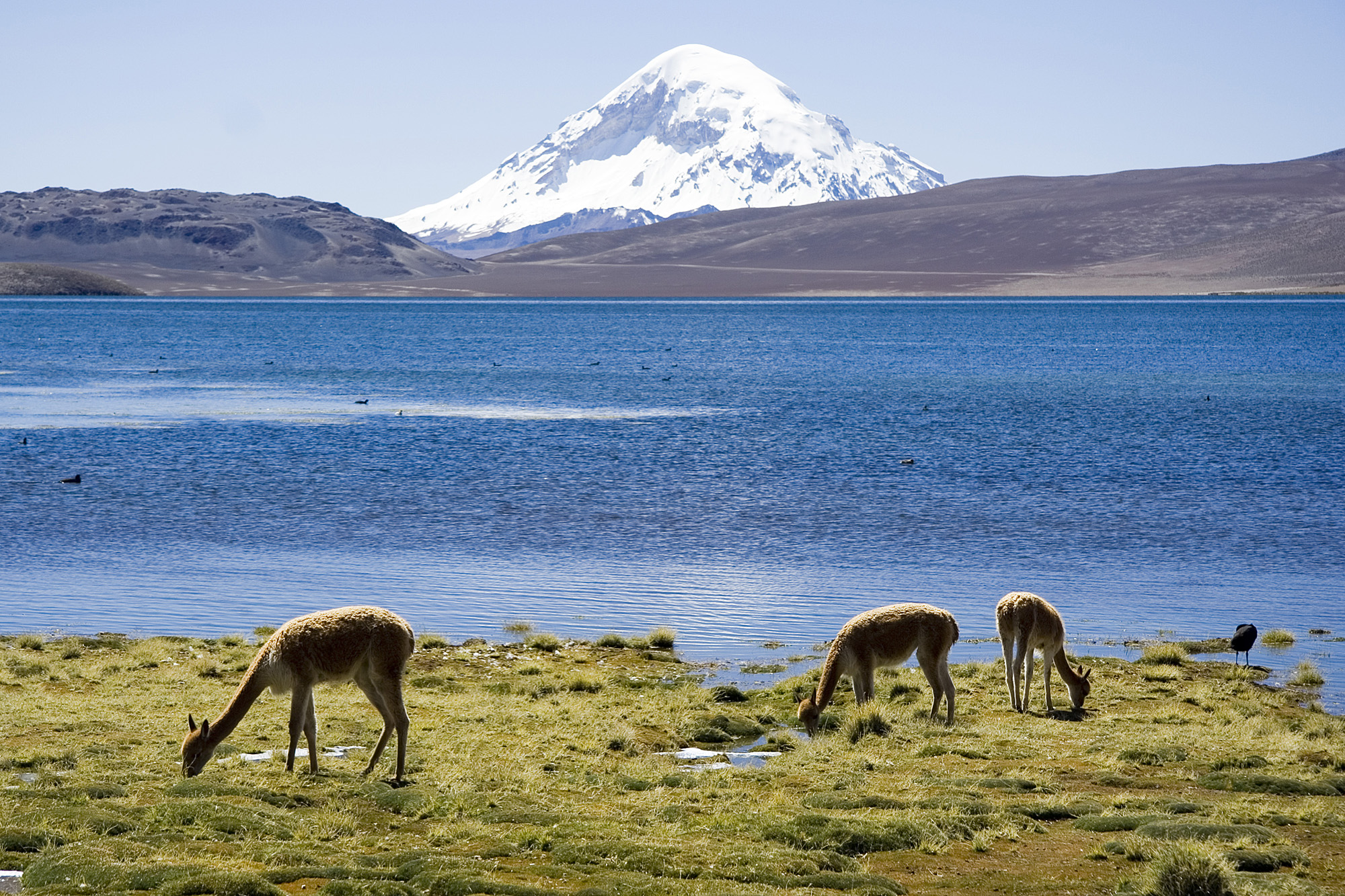
Lago Chungara e Vulcano Sajama nel parco nazionale Lauca, Cile del nord.

2. Cerrado, 1993 (esteso 2000/2001)
3. Pantanal, 2000
4. Caatinga, 2001
5. Foresta pluviale dell'Amazzonia Centrale, 2001
6. Sierra del Espinhaço, 2005

### Cile

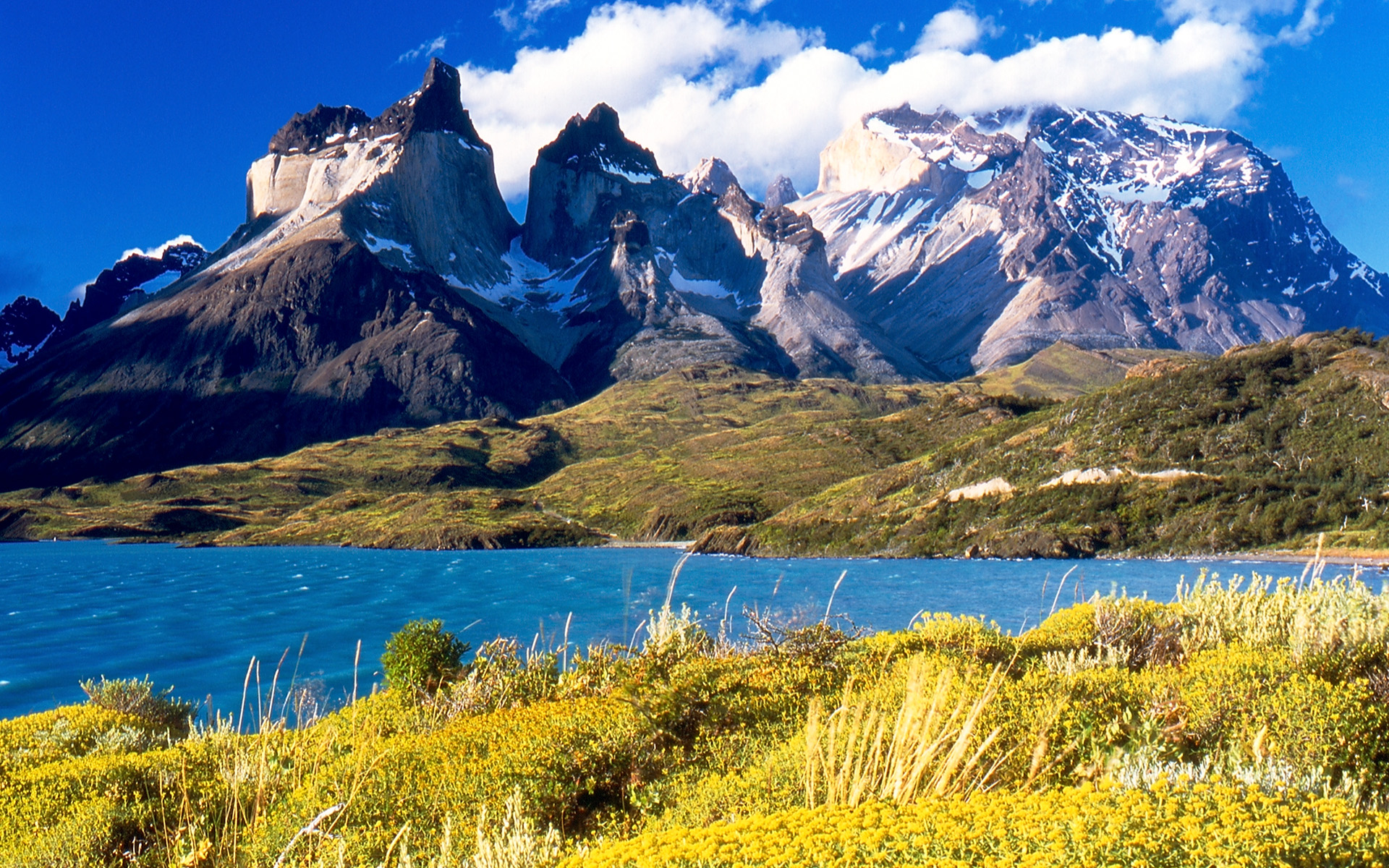
Cime all'interno del parco nazionale di Torres del Paine, Cile

1. Bosco del parco nazionale Fray Jorge, 1977
2. Arcipelago del parco nazionale Juan Fernández, 1977
3. Parco Nazionale Torres del Paine, 1978
4. Laguna del parco nazionale San Rafael, 1979
5. Parco Nazionale Lauca, 1981
6. Araucarie, 1983
7. Parco Nazionale La Campana e Lago Peñuelas, 1984
8. Capo Horn, 2005
9. Bosques Templados Lluviosos de los Andes Australes, 2007

### Colombia
1. Cinturón Andino, 1979
2. El Tuparro, 1979
3. Sierra Nevada de Santa Marta, 1979
4. Grande palude di Santa Marta, 2000
5. Arcipelago di San Andrés, Providencia e Santa Catalina, 2000

### ECU

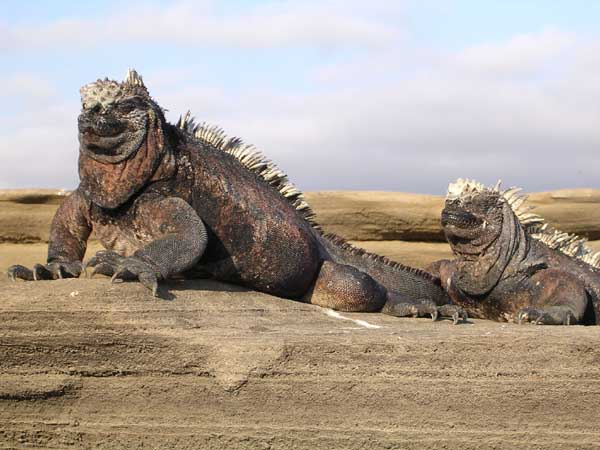
Iguane marine alle isole Galápagos

### Ecuador
1. Isole Galápagos, 1984
2. Parco nazionale Yasuní, 1989
3. Sumaco, 2000
4. Podocarpus-El Condor, 2007

### El Salvador
1. Apaneca-Llamatepec, 2007
2. Xiriualtique Jiquitizco, 2007

### Paraguay
1. Bosque Mbaracayú, 2000
2. Chaco, 2005

### Perù
1. Noroeste, 1977
2. Parco nazionale del Huascarán, 1977
3. Parco nazionale di Manu, 1977

### Uruguay
1. Bañados del Este, 1976

### Venezuela
1. Alto Orinoco-Casiquiare, 1993

## Asia
In Asia vi sono attualmente 116 riserve della biosfera, 26 delle quali in Cina e ben 37 in Russia.

### CHN

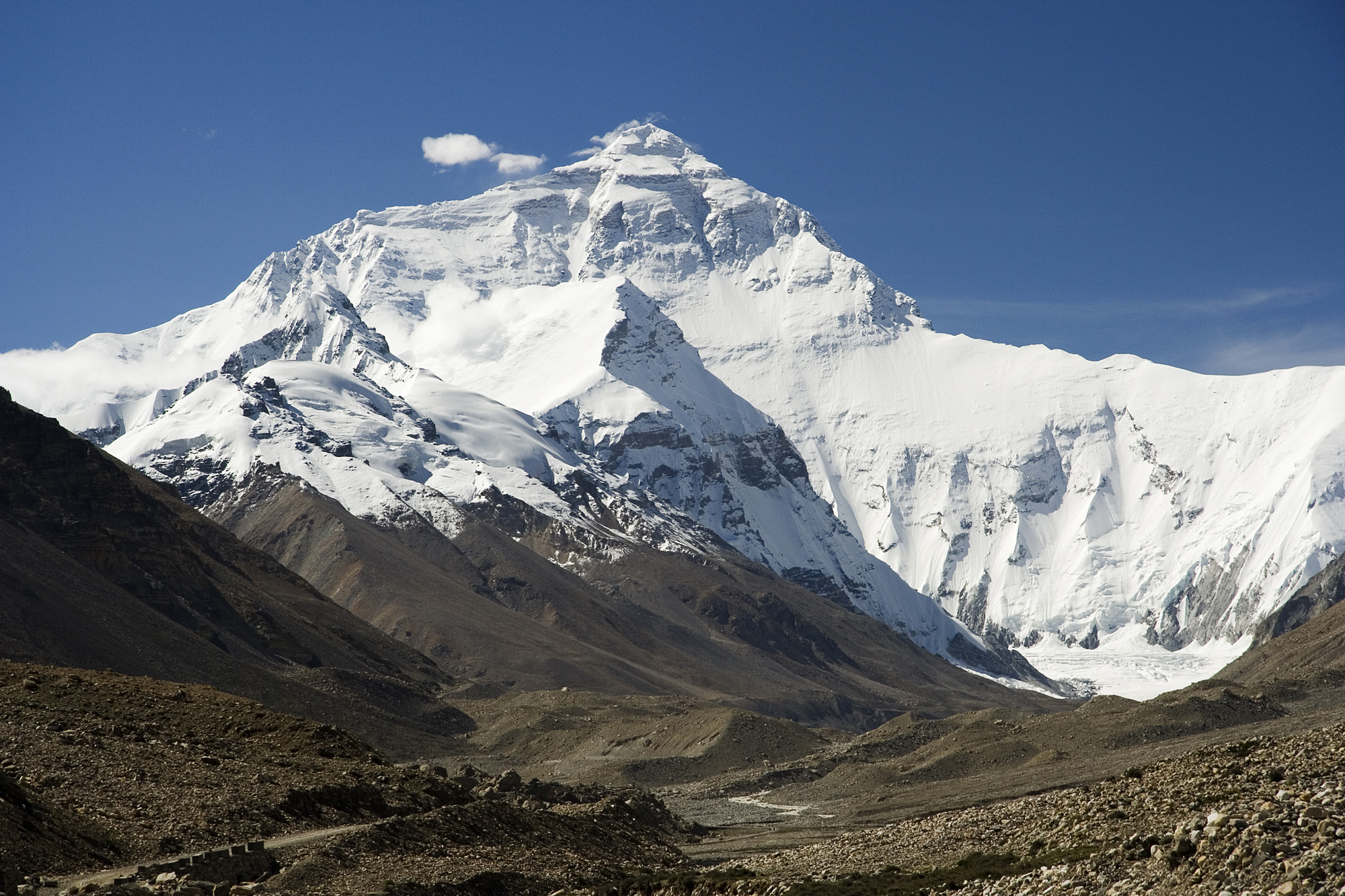
Il tetto del mondo

### IND

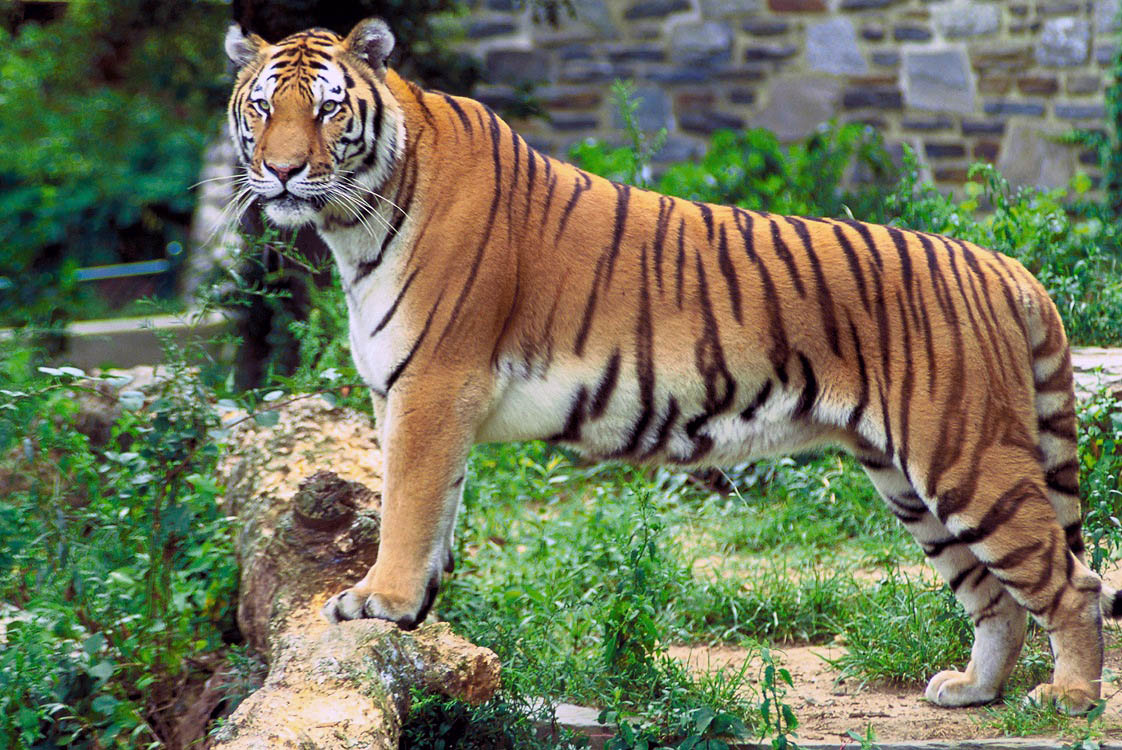
La tigre del bengala, nella riserva di Sundarbans

### Cambogia
1. Tonle Sap, 1997

### Cina
1. Changbai Shan, 1979
2. Dinghushan, 1979
3. Wolong, 1979
4. Fanjingshan, 1986
5. Monte Wuyi, 1987
6. Xilin Gol, 1987
7. Bogeda, 1990
8. Shennongjia, 1990
9. Yancheng, 1992
10. Xishuangbanna, 1993
11. Maolan, 1996
12. Tianmushan 1996
13. Fenglin, 1997
14. Valle del Jiuzhaigou, 1997
15. Isole Nanji, 1998
16. Baishuijiang, 2000
17. Montagna Gaoligong, 2000
18. Huanglong, 2000
19. Shankou Mangrove, 2000
20. Baotianman, 2001
21. Saihan Wula, 2001
22. Lago Hulun, 2002
23. Wudalianchi, 2003
24. Yading, 2003
25. Foping, 2004
26. Everest, 2004

### Corea del Nord
1. Montagna Baitou, 1989
2. Monte Kuwol, 2004
3. Monte Myohyang, 2009

### Corea del Sud
1. Monte Sorak, 1982
2. Isola Jeju, 2002

### Filippine
1. Puerto Galera, 1977
2. Palawan, 1990

### Giappone
1. Monte Hakusan, 1980
2. Monte Odaigahara & Monte Omine, 1980
3. Shiga Highland, 1980
4. Isola di Yakushima, 1980

### Giordania
1. Dana, 1998
2. Wadi Mujib, 2011

### India
1. Nilgiri, 2000
2. Sundarbans, 2001
3. Golfo di Mannar 2001
4. Nanda Devi, 2004

### Iran
1. Arasbaran, 1976
2. Arjan, 1976
3. Geno, 1976
4. Golestan, 1976
5. Hara, 1976
6. Kavir, 1976
7. Lago di Urmia, 1976
8. Miankaleh, 1976
9. Touran, 1976

### Israele
1. Monte Carmelo, 1996

### Kirghizistan
1. Lago Saryčelek, 1978
2. Ysyk-Köl, 2001

### Libano
1. Riserva naturale dei cedri dello Shuf, 2005
2. Jabal Al Rihane, 2007

### Mongolia
1. Grande Gobi, 1990
2. Bogd Khan Uul, 1996
3. Bacino di Uvs Nuur, 1997
4. Parco Nazionale di Khustain Nuruu, 2002
5. Dornod Mongol, 2005

### Pakistan
1. Lal Suhanra, 1977

### Russia
1. Caucaso occidentale, 1978
2. Okskiy, 1978
3. Prioksko-Terrasnyi, 1978
4. Sichote-Alin, 1978
5. Tsentral'nochernozem, 1978
6. Astrakhanskiy, 1984
7. Kronotskiy, (Kamčatka) 1984
8. Laplandskiy, 1984
9. Pečoro-Ilyčskij, 1984
10. Sayano-Shushenskiy, 1984
11. Sokhondinskiy, 1984
12. Voronezhskiy, 1984
13. Tsentral'nolesnoy, 1985
14. Baikalskyi, 1986
15. Tzentralnosibirskii, 1986
16. Čërnye zemli, 1993
17. Lago Tajmyr, (nella Penisola del Tajmyr) 1995
18. Ubsunorskaya Kotlovina, 1997
19. Daursky, 1997
20. Teberda, 1997
21. Katunsky, 2000
22. Barguzinskyi, 1986
23. Nerusso-Desnianskoe-Polesie, 2001
24. Visimskiy, 2001
25. Vodlozersky, 2001
26. Commander Islands, 2002
27. Darvinskiy, 2002
28. Nijegorodskoe Zavolje, 2002
29. Smolensk Lakeland, 2002
30. Ugra, 2002
31. Golfo di Pietro il Grande, 2003
32. Kedrovaya Pad, 2004
33. Kenozersky, 2004
34. Rialto del Valdaj, 2004
35. Lago Chanka, 2005
36. Raifa Forest, 2005
37. Sarali Land between Rivers, 2005

### Sri Lanka
1. Hurulu, 1977
2. Riserva forestale di Sinharaja, 1978
3. Kanneliya-Dediyagala-Nakiyadeniya (KDN), 2004
4. Parco nazionale Bundala, 2005

### Thailandia
1. Sakaerat, 1976
2. Huay Tak, 1977
3. Mae Sa-Huay Kog Ma, 1977
4. Riserva della biosfera di Ranong, 1997

### Turchia
1. Camili, 2005

### Turkmenistan
1. Repetek, 1977

### Uzbekistan
1. Parco Nazionale del Monte Chatkal, 1978

### Vietnam
1. Isola Cat Ba, 2004
2. Parco nazionale di Cat Tien, 2001
3. Delta del fiume Rosso, 2004
4. Foresta di mangrovie di Can Gio, 2000
5. Mare e linea di costa nella provincia di Kien Giang, 2006
6. Cu Lao Cham - Hoi An, 2009
7. Mui Ca Mau, 2009
8. Western Nghe An, 2007

### Yemen
1. Arcipelago di Socotra, 2003

## Europa
In Europa vi sono attualmente 152 riserve della biosfera, 37 delle quali in Spagna. Sono presenti anche 5 riserve transfrontaliere.

### BLR

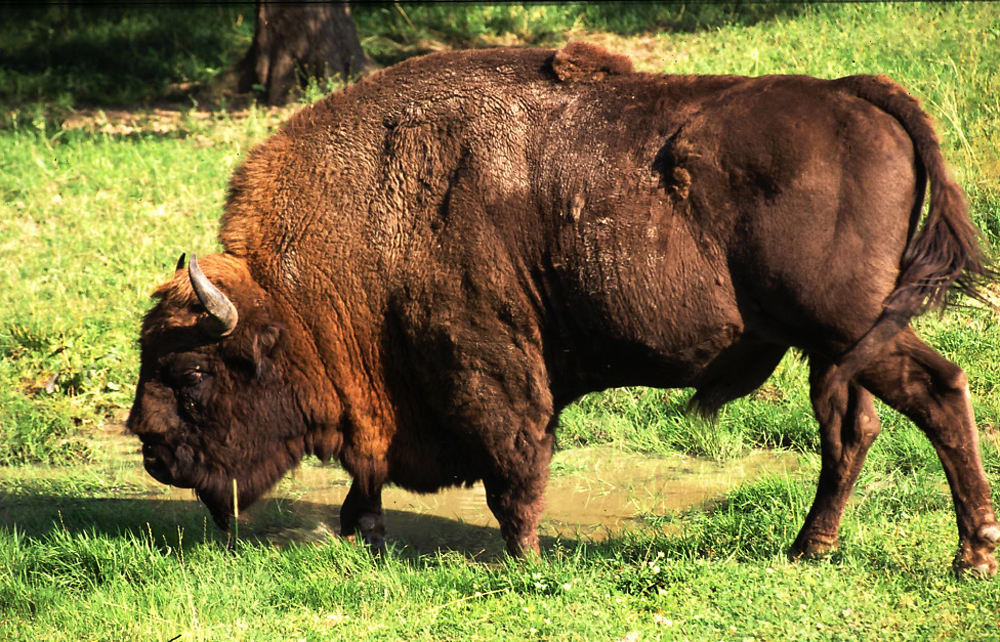
Un bisonte nella foresta di Bialowieza

### Austria
1. Gossenköllesee, 1977
2. Gurgler Kamm, 1977
3. Lobau, 1977
4. Lago di Neusiedl, 1977
5. Grosses Walsertal, 2000
6. Wienerwald, 2005

### Bielorussia
1. Riserva del fiume Berezina,1978
2. Foresta di Białowieża, 1993
3. Pribuzhskoye-Polesia, 2004

### Bulgaria
1. Parco nazionale dei Balcani Centrali, 1977
2. Alibotouch, 1977
3. Bistrichko Branichté, 1977
4. Boitine, 1977
5. Djendema, 1977
6. Doupkata, 1977
7. Doupki-Djindjiritza, 1977
8. Kamchia, 1977
9. Koupena, 1977
10. Mantaritza, 1977
11. Ouzounboudjak, 1977
12. Parangalitza, 1977
13. Riserva naturale di Srebărna, 1977
14. Tchervenata sténa, 1977
15. Tchoupréné, 1977
16. Tsaritchina, 1977

### Croazia
1. Parco Nazionale di Sjeverni Velebit, 1977

### Rep. Ceca
1. Krivoklátsko, 1977
2. Trebon Basin, 1977
3. Lower Morava, 2003
4. Pálava, 1986, estesa e rinominata nel 2003
5. Sumava, 1990
6. Carpazi Bianchi, 1996

### Danimarca
1. Parco nazionale della Groenlandia nordorientale, 1977

### FIN

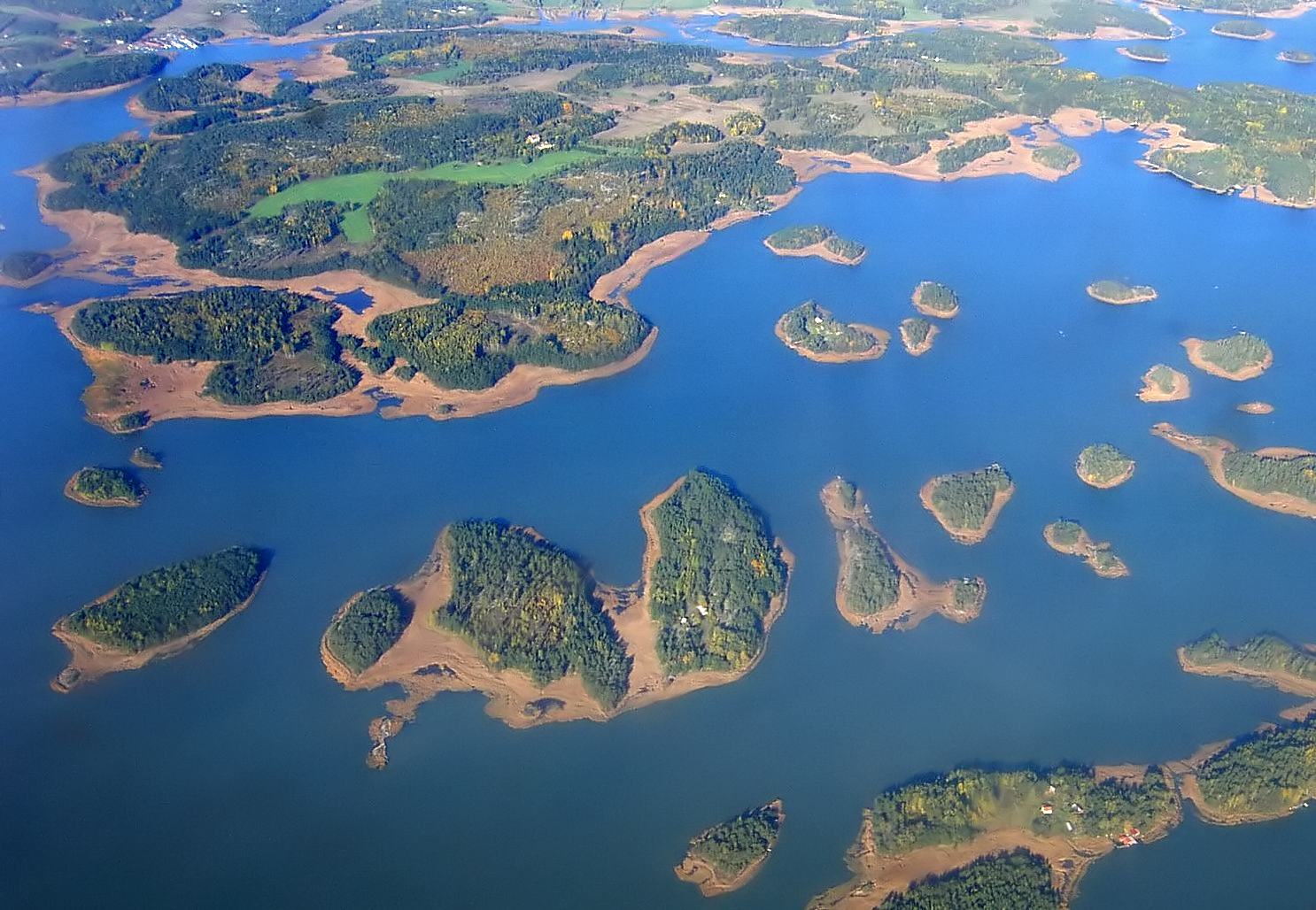
L'arcipelago di Sea, in Finlandia

### Estonia
1. Arcipelago dell'Estonia dell'ovest, 1990

### Finlandia
1. Petkeljärvi National Park, 1992
2. Arcipelago Sea, 1994

### Francia
1. Camargue, 1977 (Camargue, estesa e rinominata nel 2006)
2. Vallée du Fango, 1977 (Atoll de Taiaro, estesa e rinominata nel 2006)
3. Parco nazionale delle Cevenne, 1984
4. Mer d'Iroise, 1988
5. Fontainebleau, 1998
6. Mont Ventoux, 1990
7. Arcipelago di Guadeloupe, 1992
8. Massiccio del Luberon, 1997

### Germania
1. Vessertal-Thüringer Wald, 1979 (ampliato nel 1991)
2. Flusslandschaft Elbe, 1979 (ampliato nel 1997), composto di 4 sezioni:
  1. Mittelelbe (Sassonia-Anhalt)
  2. Flusslandschaft Elbe - Brandenburg
  3. Flusslandschaft Elbe - Mecklenburg-Vorpommern
  4. Niedersächsische Elbtalaue
3. Foresta Bavarese, 1981
4. Alpi di Berchtesgaden, 1990
5. Wadden Sea, land Schleswig-Holstein, 1990
6. Schorfheide-Chorin, 1990
7. Spreewald, 1991
8. Rügen, 1991
9. Rhön, 1991
10. Wadden Sea, land Bassa Sassonia, 1992
11. Wadden Sea, land Amburgo, 1992
12. Oberlausitzer Heide- und Teichlandschaft, 1996
13. Schaalsee, 2000

### Grecia
1. Gole di Samariá, 1981
2. Olimpo (Grecia), 1981

### Irlanda
1. North Bull Island, 1981
2. Killarney, 1982

### Italia

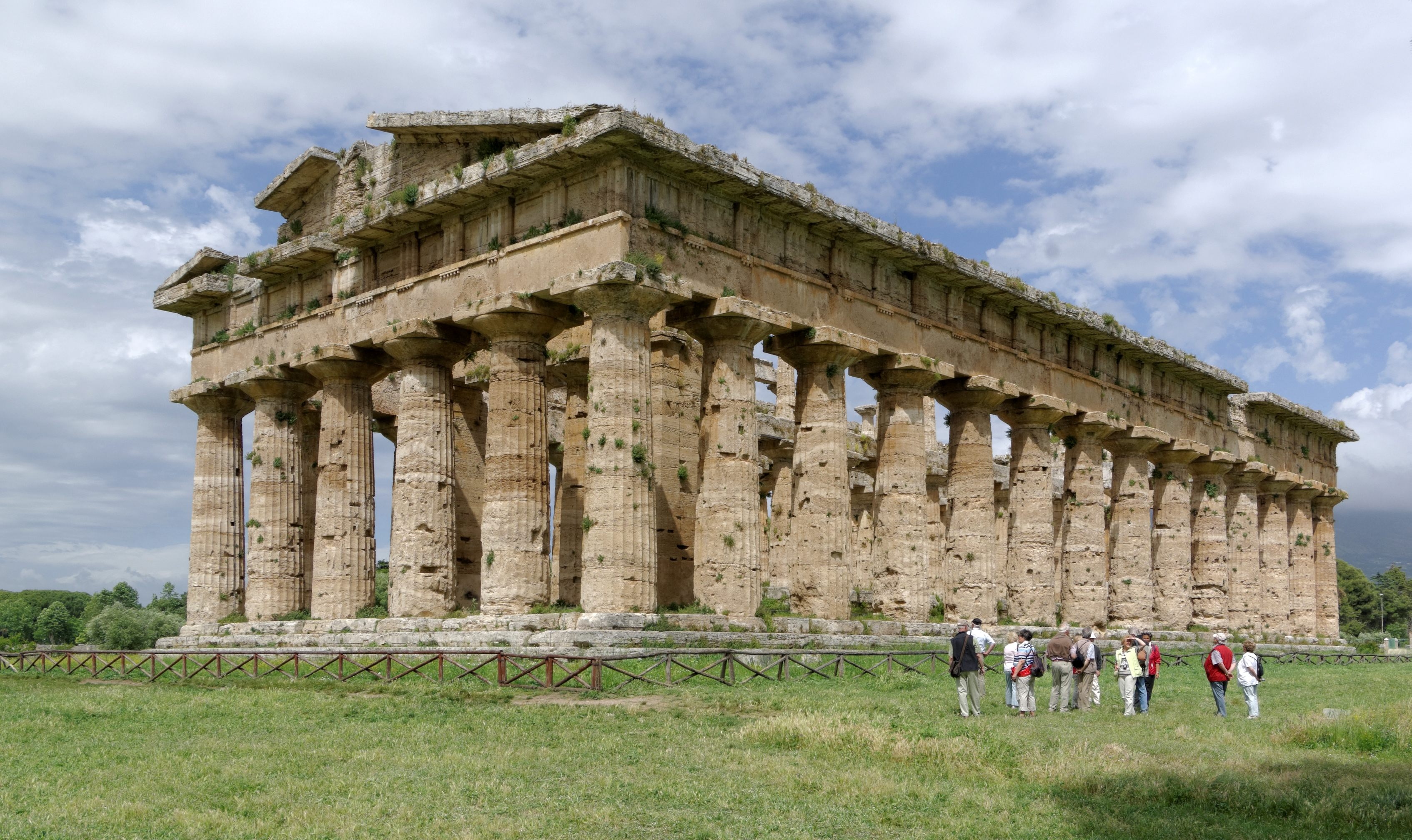
Il tempio di Nettuno a Paestum, nel Parco del Cilento

1. Riserva naturale Collemeluccio e Riserva naturale Montedimezzo, 1977
2. Circeo, 1977
3. Miramare, 1979
4. Parco nazionale del Cilento e Vallo di Diano, 1997
5. Somma-Vesuvio e Miglio d'Oro, 1997
6. Riserva della Biosfera Ticino Val Grande Verbano, 2002 (Parco naturale lombardo della Valle del Ticino e Parco naturale della Valle del Ticino fino al 2018 quando fu estesa)
7. Parco nazionale Arcipelago Toscano, 2003
8. Selva Pisana, 2004
9. Monviso, 2013
10. Sila, 2014
11. Delta del Po, 2015
12. Appennino Tosco-Emiliano, 2015
13. Alpi Ledrensi e Judicaria, 2015
14. Parco del Po e Collina Torinese, 2016
15. Tepilora, Rio Posada e Montalbo Archiviato il 12 agosto 2018 in Internet Archive. (Sardegna) 2017
16. Valle Camonica-Alto Sebino Archiviato il 1º novembre 2019 in Internet Archive. (Lombardia), anno 2018
17. Monte Peglia (Umbria), anno 2018
18. Alpi Giulie, 2019
19. Po Grande, 2019
20. Monte Grappa, 2021
21. Parco Regionale dei Colli Euganei, 2024

### Lettonia
1. Riserva della biosfera di Vidzeme Nord, 1997

### Lituania
1. Riserva della biosfera di Žuvintas, 2011

### Montenegro
1. Fiume Tara, 1976

### Paesi Bassi
1. Wadden Sea, 1986

### Polonia
1. Babia Góra, dal 1976. Perdette il suo status nel 1997, per riguadagnarlo nel 2001.
2. Foresta di Białowieża, 1976
3. Lago Luknajno, 1976
4. Parco Nazionale di Slowinski, 1976
5. Puszcza Kampinoska, 2000
6. West Polesie, 2002

### Portogallo
1. Paúl do Boquilobo, 1981
2. Isola Corvo, 2007
3. Isola Graciosa, 2007
4. Isola Flores, 2009
5. Riserva transfrontaliera Gerês Xurês, 2009
6. Riserva della biosfera delle Berlengas, 2011
7. Riserva della biosfera Santana Madeira, 2011
8. Riserva transfrontaliera Meseta Ibérica, 2015
9. Isola di São Jorge, 2015
10. Riserva internazionale transfrontaliera Tejo/Tajo, 2016
11. Riserva della biosfera Castro Verde, 2017
12. Riserva della biosfera Porto Santo, 2020

### Regno Unito
1. Beinn Eighe, 1976
2. Braunton Burrows, 1976
3. Cairnsmore of Fleet, 1976
4. Dyfi, 1976
5. Loch Druidibeg, 1976
6. Moor House - Upper Teesdale, 1976
7. North Norfolk Coast, 1976
8. Silver Flowe - Merrick Kells, 1976
9. Taynish, 1977

### Romania
1. Pietrosul Mare, 1979
2. Retezat, 1979

### Serbia
1. Golija-Studenica, 2001

### Slovacchia
1. Parco Nazionale carsico della Slovacchia, 1977
2. Poľana mountain range, 1990

### Slovenia
1. Alpi Giulie, 2003
2. Grotte di San Canziano, 2004

### Spagna
1. Grazalema, 1977
2. Ordesa-Viñamala, 1977
3. Montseny, 1978
4. Doñana, 1980
5. Mancha Húmeda, 1980

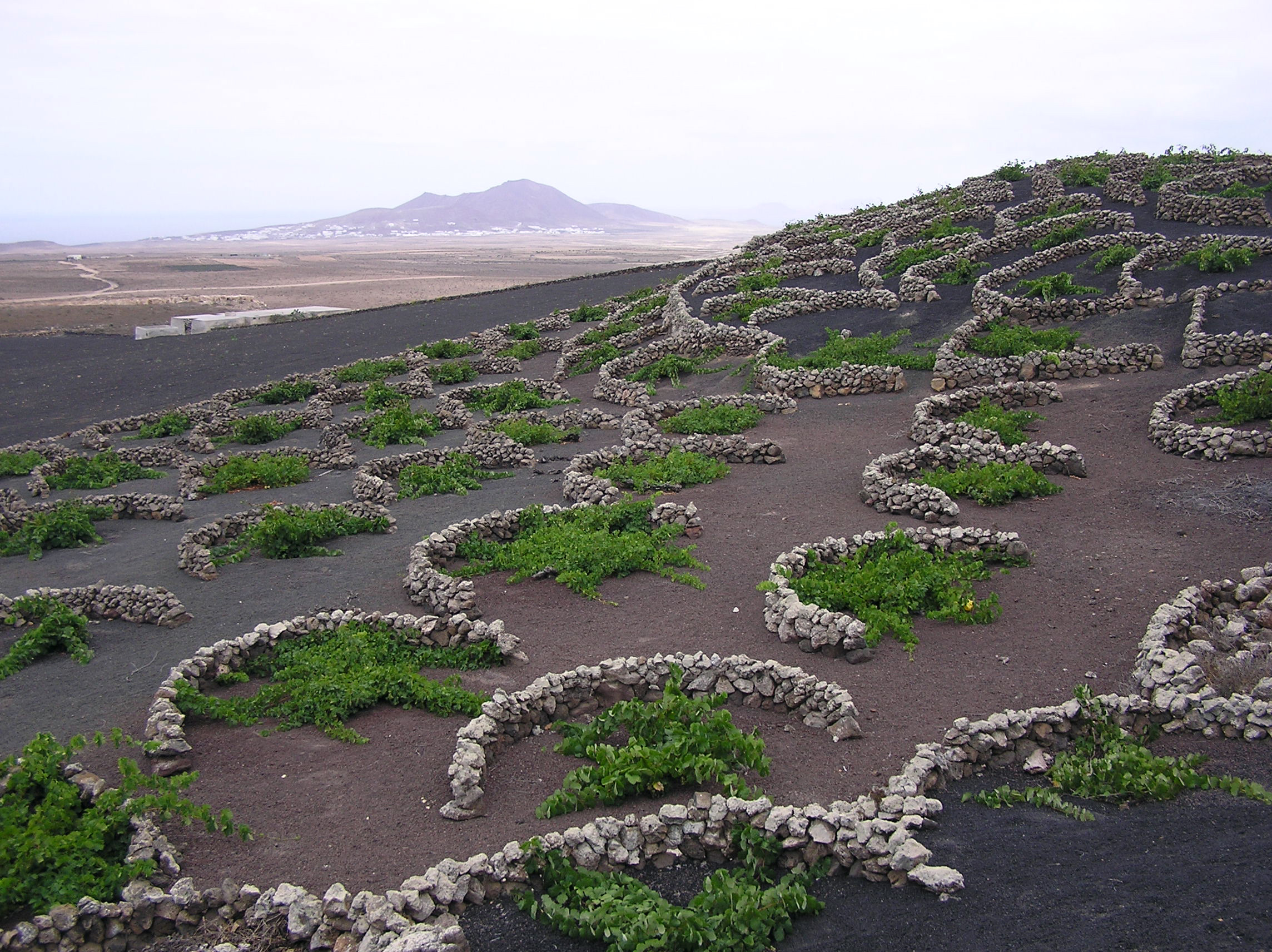
Bassi vitigni protetti dall'onnipresente vento di Lanzarote

6. Las Sierras de Cazorla y Segura, 1983
7. Marismas del Odiel, 1983
8. La Palma, 1983 (estesa e rinominata nel 1997 e 2002)
9. Riserva della biosfera di Urdaibai, 1984
10. Sierra Nevada, 1986
11. Cuenca Alta del Manzanares, 1992
12. Lanzarote, 1993
13. Minorca, 1993 (zona cambiata nel 2004)
14. Sierra de las Nieves y su Entorno, 1995
15. Cabo de Gata-Nijar, 1997
16. El Hierro, 2000
17. Bardenas Reales, 2000
18. Muniellos, 2000 (extended 2003)
19. Somiedo, 2000
20. Redes, 2001
21. Las Dehesas de Sierra Morena, 2002
22. Corso del fiume Miño, 2002
23. Valle de Laciana, 2003
24. Parco nazionale dei Picos de Europa, 2003
25. Monfragüe, 2003
26. Valles del Jubera, Leza, Cidacos y Alhama, 2003
27. Babia, 2004
28. Área de Allariz, 2005
29. Gran Canaria, 2005
30. Sierra del Rincón, 2005
31. Los Valles de Omaña y Luna, 2005
32. Alto de Bernesga, 2005
33. Los Argüellos, 2005
34. Os Ancares Lucenses y Montes de Cervantes, Navia y Becerrea, 2006
35. Los Ancares Leoneses, 2006
36. Las Sierras de Béjar y Francia, 2006
37. Intercontinental Biosphere Reserve of the Mediterranean, 2006 (in Morocco and Spain)
38. Río Eo, Oscos y Terras de Buron, 2007
39. Fuerteventura, 2009
40. Macizo de Anaga, 2015[2]

### CHE

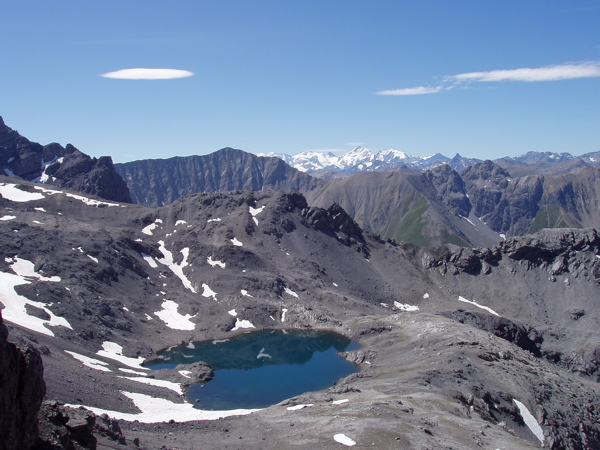
Laghetto di montagna nel Parco Nazionale Svizzero

### Svezia
1. Abisko, 1986
2. Kristianstad Vattenrike, 2005

### Svizzera
1. Parco Nazionale Svizzero, 1979
2. Entlebuch, 2001

### Ucraina
1. Mar Nero, 1984
2. Askania-Nova, 1985
3. Carpazi, 1992
4. Shatskiy, 2002

### Ungheria
1. Aggtelek, 1979
2. Hortobágy, 1979
3. Kiskunság, 1979
4. Lago di Neusiedl, 1979
5. Pilis, 1980

### Riserve transfrontaliere europee
1. Krkokonose/Karkonosze, 1992, in Repubblica Ceca e Polonia
2. Tatra, 1992, in Polonia e Slovacchia
3. Riserva della biosfera dei Carpazi Orientali, 1998, in Polonia, Slovacchia e Ucraina
4. Delta del Danubio, 1998, in Romania e Ucraina
5. Vosgi del Nord/Pfälzerwald, 1998, in Francia e Germania

## Oceania
In Oceania sono presenti attualmente 24 riserve della biosfera.

### Australia

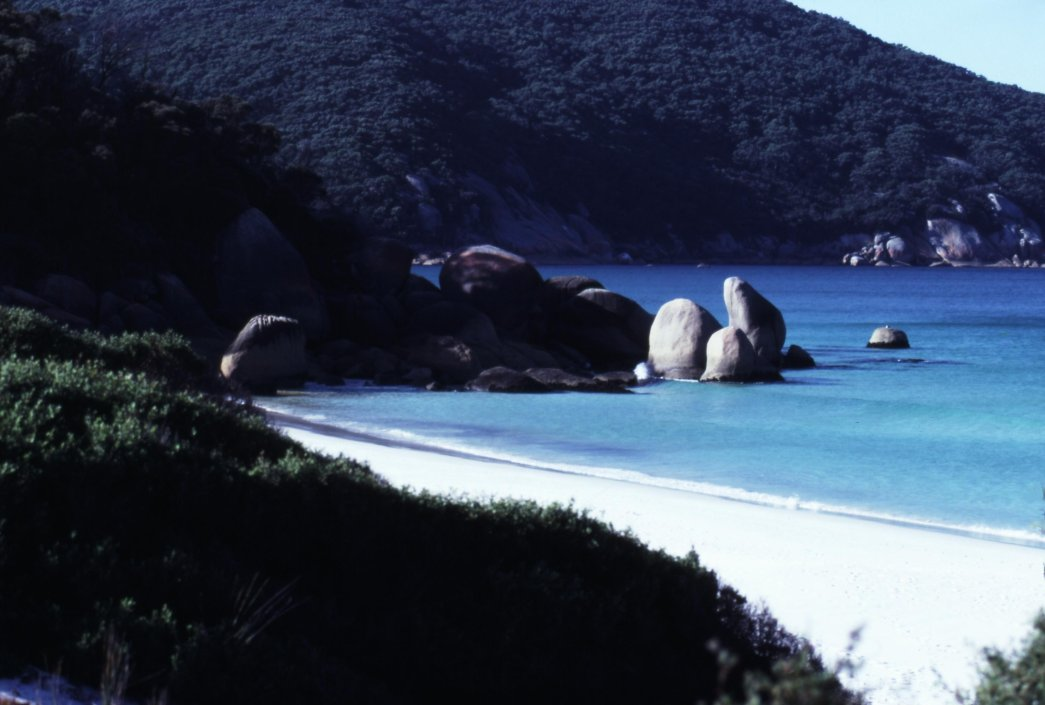
Waterloo beach, Wilsons Promontory National Park

1. Parco Nazionale Croajingolong, 1977
2. Kosciuszko, 1977
3. Isola Macquarie, 1977
4. Fiume Prince Regent, 1977
5. South west, 1977
6. Mamungari (formalmente senza nome), 1977
7. Uluru (Ayers Rock - Mount Olga), 1977
8. Yathong, 1977
9. Fiume Fitzgerald, 1978
10. Hattah-Kulkyne & Murray-Kulkyne, 1981
11. Wilsons Promontory National Park, 1981
12. Bookmark Biosphere Reserve, 1977, estesa nel 1995
13. Mornington Peninsula and Western Port Biosphere Reserve, 2004
14. Barkindji, 2005
15. Noosa, 2007
16. Great Sandy, 2009

### Indonesia
1. Cibodas, 1977
2. Parco nazionale di Komodo, 1977
3. Parco nazionale di Lore Lindu, 1977
4. Tanjung Puting, 1977
5. Parco nazionale di Gunung Leuser, 1981
6. Siberut, 1981

### Palau
1. Ngaremeduu, 2005

### Micronesia
1. Utwe, 2005
2. Atollo And, 2007